# Microscapha
Microscapha es un género de coleóptero de la familia Tetratomidae.

## Especies
Las especies de este género son:
- Microscapha africana
- Microscapha akitai
- Microscapha baloghi
- Microscapha bruchi
- Microscapha californica
- Microscapha clavicornis
- Microscapha isensis
- Microscapha maculata
- Microscapha major
- Microscapha malayana
- Microscapha minuta
- Microscapha mutabilis
- Microscapha nepalensis
- Microscapha pulicaria
- Microscapha yamato